# Parodifilm
Parodifilm kallas en film som speglar andra filmer på ett sarkastiskt och humoristiskt sätt. Det fokuseras ofta på egenheter i andra filmer som sedan överdrivs till den grad att det blir roligt.
Ett exempel på parodifilm är Dance Flick. Den driver med många kända filmer, exempelvis Twilight, Flashdance och Little Miss Sunshine.
Scary Movie-tetralogin, Epic Movie, Det våras för sheriffen, Titta vi flyger, Kommissarie Späck och Vampyrer suger är andra exempel på parodifilmer